# Kinect Sports: Season Two
Kinect Sports: Season Two (również jako Kinect Sports 2) – kontynuacja gry sportowej Kinect Sports współtworzona przez Rare oraz BigPark, wydana przez Microsoft Studios. Gra została zaprezentowana na E3 2011. Miała swoją premierę w październiku 2011 roku na konsoli Xbox 360. Gracz uczestniczyć może w rozgrywkach sześciu dyscyplin sportowych. Podobnie jak część pierwsza do działania wymaga sensora Kinect.

## Rozgrywka
Kinect Sports: Season Two oddaje do dyspozycji graczy sześć typów rozgrywek sportowych: golf, rzutki, baseball, narciarstwo, tenis ziemny i futbol amerykański. Sterowanie odbywa się w pełni ruchowo, z użyciem sensora Kinect. Zadaniem grającego jest naśladowanie faktycznej rozgrywki w danej dyscyplinie sportu. Uzyskiwane wyniki zależne są od dokładności oraz szybkości, z jaką wykonywane są określone sekwencje.
Gra umożliwia rozgrywkę wieloosobową w trybie rywalizacji z drugim graczem, na podzielonym ekranie lub za pośrednictwem usługi Xbox network.

## Odbiór gry
Redaktor serwisu IGN Jack DeVries przyznał grze ocenę 6,5/10, chwaląc sterowanie oraz rozgrywkę, zarzucił jednak powtórne wykorzystanie znanej już formuły i niewielką innowacyjność. Gra uzyskała średnią ocen krytyków wynoszącą 66/100 według agregatora Metacritic.